# Galeopsis angustifolia
Galeopsis angustifolia es una planta de la familia de las lamiáceas.

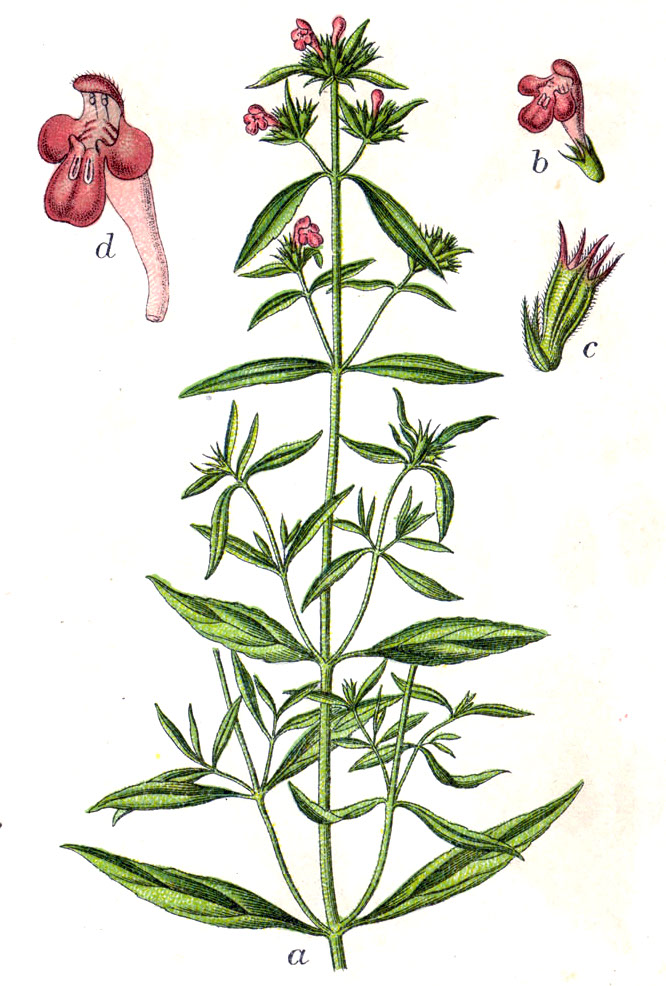
Ilustración

## Descripción
Planta anual de tallos erectos de hasta 40 cm, de suaves pelos curvados, con o sin pelos glandulares. Hojas lineales estrechas a lanceoladas, raramente ovadas, de base cuneada, entera o dentada. Flores rosa rojizo oscuro con manchas amarillas de 12-14 mm, en pequeños verticilos densos; cáliz blanquecino, con pelos adpresos muy cerca. Florece en verano y otoño.

## Usos
Los compuestos terpénicos de la Galeopsis angustifolia tienen un gran potencial farmacológico, con actividades biológicas muy diversas: antibacteriana, antiinflamatoria, antiviral y anticancerígenas. Su potencial antitumoral es confirmado por la publicación en 2012, en la revista Oncogene, de un artículo sobre la molécula hispanolona, que se encuentra en la Galeopsis angustifolia.
En 2012, estudios preclínicos farmacológicos, confirmarían posibles efectos antitumorales -especialmente en leucemias-, del diterpeno hispanolona, una molécula que se encuentra en la Galeopsis angustifolia y en la Ballota hispanica o manrubio rojo.

## Distribución y hábitat
Oeste, centro y sur de Europa. habita en terrenos cultivados y lugares pedergosos yermos.

## Taxonomía
Galeopsis angustifolia, fue descrita por Ehrh. ex Hoffm.  y publicado en Deutschland Flora 1(2): 8. 1795.
Etimología
Galeopsis: nombre genérico creado por Linneo en 1753 pensando, en la forma de "casco" del labio superior de la corola. El término puede derivar del griego: galè = "comadreja" y opsis = "apariencia", y esto tal vez debido a que la flor se asemeja vagamente a una comadreja.
angustifolia: epíteto latino que significa "con hojas estrechas"
Sinonimia

## Variedades y sinonimia
- Ladanum angustifolium (Ehrh. ex Hoffm.) Slavíková, Novit. Bot. Delect. Seminum Horti Bot. Univ. Carol. Prag. 1963: 42 (1963).
- Dalanum angustifolium (Ehrh. ex Hoffm.) Dostál, Folia Mus. Rerum Nat. Bohemiae Occid., Bot. 21: 11 (1984).
- Ladanella angustifolia (Ehrh. ex Hoffm.) Pouzar & Slavíková, Cas. Nár. Muz. Rada Prír. 169: 42 (2000).

subsp. angustifolia. de Europa.
- Galeopsis canescens Schult., Observ. Bot.: 108 (1809).
- Galeopsis calcarea Schönh., Flora 15: 593 (1832).
- Galeopsis arvatica Jord. in P.C.Billot, Annot. Fl. France Allemagne: 130 (1860).
- Galeopsis glaucescens Reut. ex Ard., Fl. Anal. Alpes-Mar.: 299 (1867).
- Galeopsis bertetii E.P.Perrier & Songeon ex Verlot, Cat. Pl. Dauph.: 277 (1872).
- Galeopsis orophila Timb.-Lagr., Exsicc. (Soc. Dauphin.) 1874: 205 (1874).
- Galeopsis glabra Des Étangs, Bull. Soc. Bot. France 23: 204 (1876).

subsp. carpetana (Willk.) Laínz, Bol. Inst. Estud. Asturianos, Supl. Ci. 6: 64 (1963). Del sudoeste de Europa.
- Galeopsis carpetana Willk., Flora 35: 282 (1852).[7]